# Зорное
Зорное (укр. Зірне) — село в Березновской городской общине Ровненского района Ровненской области Украины.
До 2020 года входило в Березновский район.
Население по переписи 2001 года составляло 2537 человек. Почтовый индекс — 34609. Телефонный код — 3653. Код КОАТУУ — 5620485301.